# San Donaci
San Donaci – miejscowość i gmina we Włoszech, w regionie Apulia, w prowincji Brindisi.
Według danych na rok 2004 gminę zamieszkiwało 7136 osób, 209,9 os./km².